# Льюїс (округ, Айдахо)
Шаблон:StateAbbr_ 46°14′ пн. ш. 116°26′ зх. д. / 46.24° пн. ш. 116.43° зх. д.
О́круг Лью́їс (англ. Lewis County) — округ (графство) у штаті Айдахо, США. Ідентифікатор округу 16061.

## Історія
Округ утворений 1911 року.

## Демографія
За даними перепису
2000 року
загальне населення округу становило 3747 осіб, усе сільське.
Серед мешканців округу чоловіків було 1891, а жінок — 1856. В окрузі було 1554 домогосподарства, 1050 родин, які мешкали в 1795 будинках.
Середній розмір родини становив 2,92.
Віковий розподіл населення поданий у таблиці:
| Стать    | До 15 років | 15-21 | 22-29 | 30-39 | 40-49 | 50-65 | 65-85 | Понад 85 |
| -------- | ----------- | ----- | ----- | ----- | ----- | ----- | ----- | -------- |
| Чоловіки | 415         | 161   | 108   | 219   | 288   | 389   | 283   | 28       |
| Жінки    | 345         | 152   | 114   | 215   | 284   | 364   | 326   | 56       |

## Суміжні округи
- Клірвотер — північний схід
- Айдахо — південний схід
- Нез-Перс — північний захід

## Виноски
1. ↑  (unspecified title) — Москва: ВИНИТИ РАН, 1964. — С. 40. — 235 с.
2. ↑  U.S. Decennial Census. United States Census Bureau. Архів оригіналу за 19 липня 2018. Процитовано 1 липня 2014.
3. ↑  Historical Census Browser. University of Virginia Library. Архів оригіналу за 11 серпня 2012. Процитовано 1 липня 2014.
4. ↑  Population of Counties by Decennial Census: 1900 to 1990. United States Census Bureau. Архів оригіналу за 30 жовтня 2014. Процитовано 1 липня 2014.
5. ↑  Census 2000 PHC-T-4. Ranking Tables for Counties: 1990 and 2000 (PDF). United States Census Bureau. Архів оригіналу (PDF) за 18 грудня 2014. Процитовано 1 липня 2014.
6. ↑  State & County QuickFacts. United States Census Bureau. Архів оригіналу за 6 червня 2011. Процитовано 1 липня 2014.(англ.) Наведено за англійською вікіпедією.
7. ↑  American FactFinder. Бюро перепису населення США. Архів оригіналу за 26 лютого 2012. Процитовано 31 січня 2008.

| США | Це незавершена стаття з географії США. Ви можете допомогти проєкту, виправивши або дописавши її. |